# ولاية عفر
ولاية عفر (بالعفرية: Qafar، بالأمهرية: አፋር ክልል) الإقليمية هي واحدة من الولايات الإقليمية التسع لإثيوبيا، وهي موطن شعب عفر. كانت تعرف سابقًا باسم المنطقة 2، وعاصمتها الجديدة –اعتبارًا من عام 2007- هي مدينة سيميرا التي بُنيت مؤخرًا، والتي تقع على الطريق العام بين عصب وأواش.
الجزء الشمالي من مثلث عفر هو منخفض داناكيل، وهو جزء من وادي الصدع العظيم في إثيوبيا ويقع في شمال المنطقة. يتكون الجزء الجنوبي للمنطقة من وادي نهر أواش، والذي يصب في سلسلة من البحيرات على طول الحدود بين إثيوبيا وجيبوتي.
تحتوي ولاية عفر على معالم بارزة أخرى تتمثل في متنزهات أوواش ويانغودي راسا الوطنية.

## التركيبة السكانية
بناءً على توقعات عام 2017 من قبل الجهاز المركزي للإحصاء في إثيوبيا (CSA)، يبلغ عدد سكان ولاية عفر الإقليمية 1.812.002 نسمة، حيث عدد الرجال 991.000، وعدد النساء 821.002. كما يبلغ عدد سكان المدن 346.000، وعدد الرعاة 1.466.000.
بناءً على إحصاء عام 2007 الذي أجراه الجهاز المركزي للإحصاء في إثيوبيا (CSA)، يبلغ عدد سكان ولاية عفر الإقليمية 1390273 نسمة، يتألف من 775117 رجلاً، و615156 امرأة. يبلغ عدد سكان الحضر 185.135 أي 13.32% من السكان، وعدد الرعاة 409123 أي 29.43٪.
تبلغ مساحتها المقدرة 96707 كيلومتر مربع، وتبلغ الكثافة التقديرية لهذه المنطقة 14.38 شخص لكل كيلومتر مربع. بالنسبة للمنطقة بأسرها، تم حساب 25255 أسرة، مما ينتج متوسط للمنطقة يبلغ 5.6 أفراد لكل أسرة معيشية، حيث تضم الأسرة الحضرية في المتوسط 4 أفراد، ووتضم الأسرة الريفية 6 أفراد.
في الإحصاء الرسمي للسكان الذي أجري في عام 1994، أُبلغ أن عدد سكان المنطقة قد بلغ 10.13838 من بينهم 839 626 من الرجال و449 479 من النساء، وبلغ عدد سكان الحضر 85.879 أي 7.76% من السكان. يتحدث في الغالب 89.96% من السكان اللغة العفرية وهي لغة العمل في الدولة. اللغات الأخرى التي تضم عددًا كبيرًا من المتحدثين في الولاية هي الأمهرية (6.83٪)، واللغة التغرينية (1.06٪)، واللغة الأرغوبية (0.79٪)، واللغة الأورومو (0.4٪).
وفقًا للجهاز المركزي للإحصاء (CSA)، في عام 2004 حصل 48.57% من إجمالي السكان على مياه الشرب الآمنة، منهم 26.89% من سكان الريف و78.11% من سكان المدن. تشمل القيم الخاصة بالمؤشرات الأخرى الشائعة المُبلغ عنها لمستوى المعيشة في ولاية عفر الإقليمية اعتبارًا من عام 2005 ما يلي: 67.3% من السكان يقعون في خُمس الثروة الأدنى، ويبلغ معدل معرفة القراءة والكتابة لدى البالغين 27% عند الرجال و15.6% عند النساء، ويبلغ معدل وفيات الرضع 61 حالة وفاة لكل 1000 ولادة حية، وهو أقل من المعدل الوطني البالغ 77. وقعت نصف هذه الوفيات على الأقل في الشهر الأول من عمر الأطفال.
في 20 أبريل 2007، أعلنت الحكومة الإقليمية أنها زادت التغطية الصحية من 34% إلى 40 ٪، نتيجة لبناء 64 عيادة صحية جديدة، وزاد هذا العدد في المنطقة إلى إجمالي 111.
| المجموعة الإثنية | تعداد 2007 | تعداد 1994 |
| ---------------- | ---------- | ---------- |
| عفر              | 90.03%     | 91.8%      |
| أمهره            | 5.22%      | 4.5%       |
| أرغوبا           | 1.55%      | 0.9%       |
| تغراي            | 1.15%      | 0.8%       |
| أورومو           | 0.61%      | 0.8%       |
| ولايتا           | 0.59%      | 0.5%       |
| هدية             | 0.18%      | 0.2%       |

| الدين    | تعداد 2007 | تعداد 1994 |
| -------- | ---------- | ---------- |
| مسلمون   | 95.3%      | 95.6%      |
| مسيحيون  | 4.7%       | 4.4%       |
| أرثوذكس  | 3.9%       | 3.9%       |
| إنجيليون | 0.7%       | 0.4%       |
| كاثوليك  | 0.1%       | 0.1%       |

## ملامح الأرض
يعتبر مثلث عفر وبركان إرتا أليه ومنتزه أواش الوطني ومنتزه يانغودي راسا الوطني ومناطق هدار وأراميس هي مناطق الجذب السياحية الرئيسية في عفر. وهناك مناطق أخرى للجذب السياحي مثل الينابيع الساخنة والألعاب الثقافية.
في عام 2005، تم تشكيل صدع عملاق في غضون أيام قليلة؛ وتكوّن الصدع عندما انفجر بركان داباهو الواقع في شمال المنطقة. يُعتقد أن تكوّن الشقوق جزء من العملية التي تنفصل فيها الصفيحة العربية والصفيحتان الأفريقيتان (الصفيحة النوبية والصفيحة الصومالية). تكوّن هذا الشق الجديد -الذي يبلغ طوله 500 متر (1640 قدمًا) وعمقه 60 مترًا- عندما تدفقت الحمم البركانية المنبعثة من باطن الأرض ثم بردت مكونة خندق بطول 60 كيلومتر، وعرض 8 أمتار في غضون أيام.

## البيئة
تم العثور على مثلث عفر وهو تقاطع ثلاثي للصفائح التكتونية في ولاية عفر الإقليمية، وهذه السمة الجيولوجية هي واحدة من المناطق البركانية العظيمة النشطة في الأرض. بسبب العملية المستمرة لنشاط البركان، وُجدت معادن رئيسية بما في ذلك البوتاس والكبريت والملح والبنتونيت والجبس. بالإضافة لهذه المعادن، هناك أيضًا مصادر للطاقة الحرارية الجوفية وينابيع حارة في مناطق مختلفة من المنطقة.
عفر هي موطن للحياة البرية، والتي تشمل على وجه التحديد الحمار الوحشي الأفريقي والثعلب البري والقط البري والفهد والنعامة، وعثر على هذه الحيوانات البرية في الحدائق الوطنية في المنطقة.

## الزراعة
قدر الجهاز المركزي للإحصاء في إثيوبيا في عام 2005 أن المزارعين في ولاية عفر الإقليمية لديهم ما مجموعه 32770 من الماشية (يمثلون 0.84% من إجمالي الماشية في إثيوبيا)، 196.390 خروف و483.780 من الماعز و200 بغل و12.270 من الحمير و99.830من الإبل و38.320 من الدواجن من جميع الأنواع و810 خلية نحل.
قدرالجهاز المركزي للإحصاء في إثيوبيا (CSA) على أساس مسح أجري في ديسمبر 2003 أن سكان البدو الرحل قد ملكوا 1.990.850 رأسًا من البهائم (أي 83.8% من تلك الحيوانات في المنطقة في ذلك العام): 2.303.250 خروف أي مايمثل (90.6٪)، و3.960.510 ماعز، و75950 من الإبل، و175.180 من الحمير، و2960 بغل، و900 حصان.

## عدم الاستقرار الإقليمي
اعتبارا من عام 2012، كانت المنطقة غير مستقرة بشكل كبير؛ حيث لا تزال التوترات بين إثيوبيا وإريتريا مرتفعة بعد الحرب الواقعة بينهما في الفترة 1998-2000. في 18 يناير 2012، قُتل خمسة سياح أجانب أثناء قضاء إجازتهم في المنطقة، واتهمت الحكومة الإثيوبية المسلحين الإريتريين بالمسؤولية عن الهجوم.
تنصح العديد من الحكومات في جميع أنحاء العالم بعدم السفر إلى منطقة عفر، مشيرة إلى المخاوف الأمنية المتزايدة.

## الحفريات التي عثر عليها
كانت هادار -قرية في ولاية عفر- هي موقع اكتشاف لوسي، والتي تمثل بقايا أوسترالوبيثيكوس أفارنيسيس، واكتشفت في عامي 1973-1974 على يد عالم المستحاثات البشرية دونالد جوهانسون. بتاريخ 5 مارس عام 2005، عُثر في هذه المنطقة على هيكل عظمي آخر يُقدَّر عمره بنحو 3.8 مليون عام، ويقال إنه أقدم هيكل عظمي بشري في العالم.
في 24 مارس 2006، أُبلغ عن وجود جمجمة -مكتملة بشكل كبير- في منطقة جاويز بالجونا، وتظهر الجمجمة كشكل وسيط بين الإنسان المنتصب والإنسان العاقل.
في الأول من أكتوبر عام 2009، أبلغ العلماء أنهم عثروا على هيكل عظمي يعود إلى حوالي 4.4 مليون سنة يسمى آردي، وهو نوع من أنواع أرديبيثيكوس راميداس.
في يونيو 2010، عُثر على أقدم دليل مباشر على تصنيع الأدوات الحجرية في منطقة عفر ويعزى إلى أسترالوبيثيكوس أفارينسيس.
في عام 2013، اكتشف طالب دراسات عليا من جامعة ولاية أريزونا عظم الفك لقردة عليا في منطقة لدي غيرارو في عفر. يقدر العلماء أن الحفريات يعود تاريخها إلى حوالي 2.8 مليون سنة، أي قبل 400000 سنة من أقدم بقايا أحفورية لقردة عليا.
في عام 2015، اكتشف عظم الفك والأسنان لشبيه بشر في منطقة عفر. يعتقد العلماء أن العظام تنتمي إلى سلف لم يكتشف سابقًا، وسُمي هذا النوع الجديد «أوسترالوبيثيكوس ديريميدا»، وهذا يعني «نسيب قريب» في لغة عفر الأصلية. عاشت الأنواع منذ حوالي 3.5 - 3.3 مليون سنة، أي في نفس الفترة الزمنية التي عاشها أشباه البشر الآخرون مثل أسترالوبيثيكوس أفارينسيس.